# Счастливы вместе (телесериал)
«Счастливы вместе» — российский телесериал в жанре «ситком». Выходил с 8 марта 2006 по 2 января 2013 года на телеканале «ТНТ». Лицензированный ремейк американского телесериала «Женаты… с детьми». Первый и самый успешный ситком «ТНТ». В 2023 году телеканал начал работу над сиквелом ситкома, который называется «Букины» со всем основным актёрским составом. Премьера телесериала состоялась 18 декабря 2023 года.

## Сюжет
В Екатеринбурге живёт семья Букиных. Отец семейства Гена работает продавцом в магазине обуви. Он любит жаловаться на тяжкую жизнь, ностальгировать по юности и ходить с друзьями в стриптиз-бар. Гена женат на домохозяйке Даше. Супруга тратит зарплату Гены на покупку хлама, днями сидит на диване, смотрит телевизор и ест конфеты. У пары двое детей — Света и Рома. Легкомысленная привлекательная Света постоянно меняет ухажёров. Рома — умный юноша, которому не везёт с девушками. У семьи есть пёс Барон.
На одной лестничной площадке с Букиными живёт семья Степановых: карьеристка Лена и её слабовольный муж Женя. Позднее Лена выходит замуж за Анатолия Полено — альфонса с таинственным прошлым.
У сериала открытый финал. В декабре 2023 года вышло продолжение этого сериала — «Букины», действие которого происходит через 10 лет после завершения 6 сезона.

## В главных ролях
В главных ролях:
- Виктор Логинов — Гена Букин;
- Наталья Бочкарёва — Даша Букина;
- Дарья Сагалова — Света Букина;
- Александр Якин — Рома Букин;
- Юлия Захарова — Лена Степанова (Елена Полено);
- Алексей Секирин — Женя Степанов;
- Павел Савинков — Толик (Анатолий) Полено.

Второстепенные роли:
- Барон, собака Букиных (1-6 сезоны, озвучивает Александр Коврижных);
- Илья Бутковский — Сёма Букин (2-5 сезоны, третий ребёнок Букиных, оставленный родственниками Даши);
- Михаил Фоменко — Рафик Шарипов (1 сезон, коллега и друг Гены);
- Олег Блинов — Антон (2 сезон, коллега Гены, молодой футболист);
- Кирилл Кондратов — Данила Краснов (2-6 сезон, коллега и друг Гены);
- Ольга Луговская — Саша Самойленко (3-4 сезон, начальница Гены);
- Янина Бугрова — Катя Швабрамович (4-6 сезон, начальница Гены);
- Галина Петрова — Лаура Ларионовна (6 сезон, начальница Гены);
- Дмитрий Малашенко — Гера (4-6 сезон, парень Светы);
- Анна Серебрякова — Кристина (2 сезон, племянница Лены);
- Татьяна Орлова (Голос) — Тамара Банных (1-4 сезон, мама Даши);
- Анатолий Кощеев — Евкакий Банных (3-4 сезон, отец Даши);
- Ольга Мокшина — Марина Тороторкина (2-5 сезон, Телеведущая новостей);
- Максим Важов — Петров (2-6 сезон, друг Гены, милиционер, майор милиции);
- Александр Голубев — Витёк (2-4 сезон, друг Гены);
- Сергей Внуков — Вася (2-4 сезон, друг Гены);
- Сурен Вартанов — Арсен Хачебеков (2-4 сезон, владелец стриптиз-бара «Трясина»).

## Эпизоды
Изначально владелец прав на «Женаты… С детьми» компания Sony Pictures разрешила только переснять серии из оригинального сериала. Российская сторона убедила правообладателей разрешить снимать собственные сюжеты. С 2009 года «Счастливы вместе» выходили со своим сценарием.
| Сезон | Сезон | Серии | Даты выхода                  | Даты выхода                                                  |
| Сезон | Сезон | Серии | Премьера                     | Финал                                                        |
| ----- | ----- | ----- | ---------------------------- | ------------------------------------------------------------ |
|       | 1     | 100   | 8 марта 2006                 | 6 декабря 2006                                               |
|       | 2     | 96    | 4 июня 2007                  | 1 ноября 2007                                                |
|       | 3     | 49    | 7 апреля 2008                | 13 мая 2008                                                  |
|       | 4     | 49    | 31 декабря 2009              | 8 апреля 2010                                                |
|       | 5     | 21    | 13 сентября 2010             | 7 октября 2010 (20 серия) 9 августа 2012 (21 серия, Украина) |
|       | 6     | 50    | 9 июля 2012                  | 19 сентября 2012 (49 серия) 2 января 2013 (50 серия)         |
| Всего | Всего | 365   | 8 марта 2006 — 2 января 2013 | 8 марта 2006 — 2 января 2013                                 |

## Место съёмок
Съёмки занимали шесть дней в неделю. День съёмок — одна серия. Продюсеры видели героев копиями персонажей оригинала. Несогласные с этим актёры хотели играть россиян, а не американцев. Они добавляли в сценарий моменты, понятные лишь отечественному зрителю. Многие оригинальные шутки адаптировали под информационную повестку в России. Актёры привыкали к особенности зарубежных ситкомов: во время съемок первого сезона в студию приглашали людей, которые не по-настоящему смеялись после шуток героев.
После окончания съёмок 6-го сезона актёров предупредили, что работа над новым сезоном начнётся через два месяца, но «Счастливы вместе» закрыли. По словам Бочкарёвой, главной проблемой для сериала стало отсутствие новых идей для сюжета.

### Продолжение
В начале июля 2023 года стало известно, что телеканал «ТНТ» начал работу над продолжением сериала, но под названием «Букины». Создатели планируют выпустить полноценный сезон, а после него выпустить полнометражный фильм в кинотеатрах. При этом режиссёр подчеркнул, что фильм станет полноценной историей и не будет являться продолжением или завершением истории Букиных. Ещё до официальной премьеры стало известно, что сериал будет продлен на второй сезон. Производством займется «Кинокомпания братьев Андреасян». Первоначально сообщалось о том, что вернутся только основные герои в исполнении Виктора Логинова, Натальи Бочкарёвой, Дарьи Сагаловой и Александра Якина, а Юлия Захарова и Павел Савинков сообщили прессе, что не получали никаких предложений об участии в съёмках.

## Популярность
По мнению Логинова, Гена Букин стал символом эпохи: его жизнь оказалась похожей на жизнь многих зрителей. Актёр считает, что Гена вобрал в себя образы героев русских народных сказок, поэтому понравился россиянам.

## Критика
Телесериал стал объектом критики за вульгарный юмор и постоянную тему секса, обсуждаемого с детьми. Так, в сериале неоднократно родителями Геной и Дашей со своими на первых порах несовершеннолетними детьми постоянно обсуждался секс.
Да тут, братцы, моральным «садомазо» попахивает. А ещё я хорошо помню, как со школьной скамьи учителя нам объясняли, что самое светлое и святое чувство — это материнская любовь, способная на любую жертву ради ребёнка. Что принесёт в жертву Даша? Конфеты, диван, шмотки? Себя-то уж точно нет, потому что когда в одной из серий дружки тузили Ромку на глазах у Даши, та даже мягкое место не оторвала от дивана. А что это за призыв «Без баб»? Странный призыв, на гомосексуализм тянет.Татьяна Михайлюк, сайт «Телекритика»
Телесериал также критиковался за ряд других моментов:
Даже при беглом анализе сериала ясно, что канвой сюжета стали откровения тёток-мужененавистниц. Мужские роли в сериале одинаково смешны и неприглядны: лузер Букин, подкаблучник Женя, альфонс Толик. Не пощадили сценаристы даже Букина-младшего: Ромку обычно выставляют неудачником с кучей комплексов и сексуальных проблем. Многие ли заметили, что это трудолюбивый и талантливый подросток, успехи которого (достойный уровень знаний, самостоятельное поступление в вуз) — плод его личных усилий? И достигнуты они скорее вопреки, чем благодаря «стараниям» родителей? Но что ждёт его впереди? Ведь в мире Букиных мужчине отводится роль инструмента для удовлетворения женских потребностей: финансовых, сексуальных, эмоциональных и так далее. Срок эксплуатации мужчины-инструмента опять-таки зависит исключительно от женской прихоти.
4 мая 2008 года вышла серия, в которой Даша Букина (персонаж Натальи Бочкарёвой) говорит: «Пойду покрашу груди к Пасхе». Серия вызвала широкий общественный резонанс, а Московский патриархат заявил, что на сериал будет подан судебный иск.

## Влияние

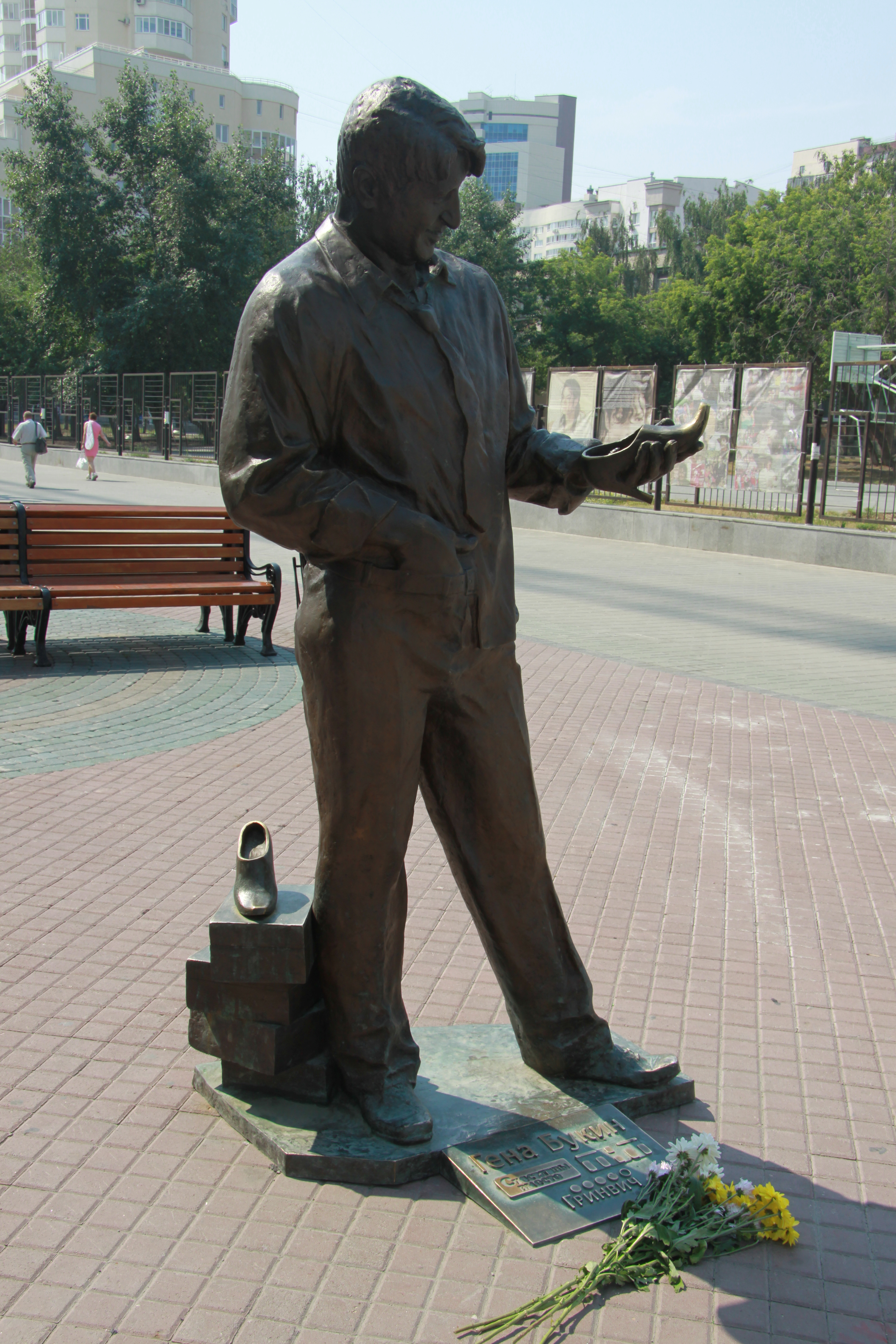
Бронзовая статуя Гены Букина — сериал «Счастливы вместе»

В 2011 году в Екатеринбурге рядом с торговым центром «Гринвич» (в котором по сюжету работает продавцом обуви главный герой ситкома) был открыт двухметровый бронзовый памятник Гене Букину. На открытии присутствовал актёр Виктор Логинов, который исполняет роль этого персонажа.